# Henry James Sumner Maine
Henry James Sumner Maine, (Kelso, Roxburghshire, 1822. augusztus 15. – Cannes, 1888. február 3.) angol jogtudós, jogtörténész, az államelmélet kutatója. Az összehasonlító jogi módszer és a jogi néprajz mint önálló tudományterület megalapozója

## Életpályája
Cambridgeben jogot tanult. 1847-től egészen haláláig a cambridge-i és az oxfordi egyetemek tanára volt. [Cambridge: magánjog (1847- 1854), nemzetközi jog, (1878–1888), Oxford: összehasonlító jog, (1869–1877)] 1861-ben adta ki fő művét Az ősi jog címen. Ebben megkülönböztette a stagnáló és a progresszív társadalmakat és arra következtetett, hogy a jogfejlődés iránya a „statustól” a „contractus” felé halad. (Nézete szerint a „statust” nagyrészt a családi-rokonsági kötelékek, a közösségi tulajdon, a tekintélyviszonyok és a despotizmus jellemzi, ezzel szemben a „contractus” meghatározó jellemzői közé sorolhatók az állampolgárság, a magántulajdon, a szerződéses viszonyok és a szabadság eszméje. Elsőként alkalmazta tudományterületén a darwini evolúciós elméletet. 1862-ben Indiába utazott, ahol az angol gyarmati kormányzat tisztviselőjeként számos reformtörvény meghozatalában vett részt. 1869-ben visszatért Angliába, ahol az oxfordi egyetemen a jog tanára lett. 1871-től az indiai államtanács tagja volt. Ekkor kapott lordi címet is (Sir). 1878-ban a cambridge-i Trinity Hall megválasztotta masterjévé. Élete végén nemzetközi jogi és politikatudományi kérdések is foglalkoztatták.

## Művei
- Village Communities (1871)
- Az ősi jog (Ancient law; its connection with the early history of society, and its relation to modern ideas) (1861, magyarul 1875, 1988 és 1997)
- Lectures on the early history of institutions
- Dissertations on early law and custom (1884)
- Popular government (1885)
- International law' (1888)

### Magyarul
- A jog őskora, összeköttetése a társadalom alakulásának történetével, s viszonya az újkori eszmékhez; ford., bev., jegyz. Pulszky Ágost; Akadémia, Bp., 1875 (A Magyar Tudományos Akadémia Könyvkiadó Vállalata-sorozat)
- Az ősi jog. Összefüggése a társadalom korai történetével és kapcsolata a modern eszmékkel; ford. Sárkány Mihály, utószó Hamza Gábor; Gondolat, Bp., 1988 (Társadalomtudományi könyvtár)